# Liste der Kulturdenkmäler in Schwerbach
In der Liste der Kulturdenkmäler in Schwerbach sind alle Kulturdenkmäler der rheinland-pfälzischen Ortsgemeinde Schwerbach aufgeführt. Grundlage ist die Denkmalliste des Landes Rheinland-Pfalz (Stand: 12. Juni 2023).

## Einzeldenkmäler
| Bezeichnung | Lage                      | Baujahr    | Beschreibung                                                                  | Bild            |
| ----------- | ------------------------- | ---------- | ----------------------------------------------------------------------------- | --------------- |
| Stall       | Dorfstraße, zu Nr. 1 Lage | um 1850/60 | im Ökonomiegebäude dreischiffiger Stall, um 1850/60                           | BW              |
| Wohnhaus    | Dorfstraße 3a Lage        | um 1800    | Wohnhaus, teilweise Fachwerk (verschiefert), abgewalmtes Mansarddach, um 1800 | Fotos hochladen |